# Élections sénatoriales de 2020 dans les Vosges

Les élections sénatoriales dans les Vosges ont lieu le dimanche 27 septembre 2020. Elles ont pour but d'élire les sénateurs représentant le département au Sénat pour un mandat de six années.

## Contexte départemental
Lors des élections sénatoriales de 2014 dans les Vosges, deux sénateurs ont été élus : Daniel Gremillet et Jackie Pierre.
Depuis, tous les effectifs du collège électoral des grands électeurs ont été renouvelés, avec les élections départementales de 2015, les élections régionales de 2015, les élections législatives de 2017 et les élections municipales de 2020.

## Sénateurs sortants
| Sénateur | Sénateur         | Parti | Fonctions lors de l'élection en 2014 |
| -------- | ---------------- | ----- | ------------------------------------ |
|          | Daniel Gremillet | LR    | Conseiller régional                  |
|          | Jackie Pierre    | LR    | Sénateur sortant, conseiller général |

## Présentation des candidats et des suppléants
Les nouveaux représentants sont élus pour une législature de 6 ans au suffrage universel indirect par les 1 223 grands électeurs du département. Dans les Vosges, les sénateurs sont élus au scrutin majoritaire à deux tours. Leur nombre reste inchangé, deux sénateurs sont à élire. Il y aura plusieurs candidats dans le département, chacun avec un suppléant.
| N°  | Candidats | Candidats              | Parti | Principales fonctions                     |
| --- | --------- | ---------------------- | ----- | ----------------------------------------- |
| T 1 |           | Sandra Blaise          | PCF   |                                           |
| s 1 |           | Jean-Claude Augay      | PCF   |                                           |
|     |           |                        |       |                                           |
| T 2 |           | Christian Franqueville | PS    | Maire de Bulgnéville                      |
| s 2 |           | Marie-Josèphe Clément  | PS    | Maire de Cornimont                        |
|     |           |                        |       |                                           |
| T 3 |           | Christophe Laurent     | LREM  | Conseiller municipal de Neufchâteau       |
| s 3 |           | Marcelle André         | UDI   | Conseillère municipale de Saint-Amé       |
|     |           |                        |       |                                           |
| T 4 |           | Jean Hingray           | UDI   | Maire de Remiremont                       |
| s 4 |           | Jenny Willemin         | UDI   | Maire de Martigny-les-Gerbonvaux          |
|     |           |                        |       |                                           |
| T 5 |           | Daniel Gremillet       | LR    | Sénateur sortant, conseiller régional     |
| s 5 |           | Émilie Sivadon         | LR    | Maire de Longchamp                        |
|     |           |                        |       |                                           |
| T 6 |           | Simon Leclerc          | LR    | Maire de Neufchâteau                      |
| s 6 |           | Maryvonne Crouvezier   | LR    | Maire de La Bresse                        |
|     |           |                        |       |                                           |
| T 7 |           | Sébastien Humbert      | RN    | Conseiller municipal de La Vôge-les-Bains |
| s 7 |           | Jocelyne Jabrin        | RN    |                                           |

## Résultats
| Candidats                | Candidats                | Parti                    | Nuance                   | Premier tour | Premier tour | Second tour | Second tour |
| Candidats                | Candidats                | Parti                    | Nuance                   | Voix         | %            | Voix        | %           |
| ------------------------ | ------------------------ | ------------------------ | ------------------------ | ------------ | ------------ | ----------- | ----------- |
|                          | Daniel Gremillet         | LR                       | LR                       | 852          | 72,08        |             |             |
|                          | Jean Hingray             | UDI                      | UDI                      | 547          | 46,28        | 612         | 52,71       |
|                          | Simon Leclerc            | LR                       | LR                       | 378          | 31,98        | 429         | 36,95       |
|                          | Christian Franqueville   | PS                       | DVG                      | 158          | 13,37        | 103         | 8,87        |
|                          | Christophe Laurent       | LREM                     | REM                      | 101          | 8,54         | Retrait     | Retrait     |
|                          | Sandra Blaise            | PCF                      | COM                      | 43           | 3,64         | Retrait     | Retrait     |
|                          | Sébastien Humbert        | RN                       | RN                       | 26           | 2,20         | 17          | 1,46        |
|                          |                          |                          |                          |              |              |             |             |
| Votes valides            | Votes valides            | Votes valides            | Votes valides            | 1 182        | 97,52        | 1 161       | 96,35       |
| Votes blancs             | Votes blancs             | Votes blancs             | Votes blancs             | 6            | 0,50         | 16          | 1,33        |
| Votes nuls               | Votes nuls               | Votes nuls               | Votes nuls               | 24           | 1,98         | 28          | 2,32        |
| Total                    | Total                    | Total                    | Total                    | 1 212        | 100          | 1 205       | 100         |
| Abstention               | Abstention               | Abstention               | Abstention               | 11           | 0,90         | 18          | 1,47        |
| Inscrits / participation | Inscrits / participation | Inscrits / participation | Inscrits / participation | 1 223        | 99,10        | 1 223       | 98,53       |